# Бризки шампанського
«Бризки шампанського» (рос. «Брызги шампанского») — радянський художній фільм 1989 року, знятий на кіностудії «Мосфільм».

## Сюжет
Історія кількох тижнів, які провів після лікування в госпіталі молодий лейтенант Володя в Москві влітку 1942 року. Щойно він приїхав, як дізнається, що його кохана дівчина теж збирається йти на фронт, а війні ще не видно кінця, поруч гинуть люди — і від цього зовсім не радісне його повернення. Володя ніяк не може звикнути до московського буденного життя. Він відмовляється від пропозиції служити без особливого ризику під керівництвом генерала-батька Тоні — для нього це означало б зрадити бойових товаришів…

## У ролях
- Олексій Бурикін — Володя, лейтенант у короткостроковій відпустці через поранення
- Антоніна Венедиктова — Тоня, студентка архітектурного інституту
- Наталія Щукіна — Юля, однокласниця Володі
- Олег Меньшиков — Сергій, старий приятель лейтенанта Володі
- Людмила Крилова — Ксенія Миколаївна, мати Володі
- Тетяна Догілева — Степанова, дружина вбитого солдата
- Лев Борисов — Єгорович
- Світлана Рябова — Надія
- Геннадій Фролов — батько Тоні, генерал
- Валентина Березуцька — залізничниця
- Клавдія Бєлова — консьєржка
- Михайло Бичков — пасажир трамвая
- Ольга Васильєва — Зоя
- Інна Виходцева — Інна
- Тетяна Гаврилова — жінка в черзі за горілкою
- Людмила Давидова — мати Юлії
- Дана Дорошенко — Маша Степанова
- Сергій Данилевич — Сергій
- Володимир Зав'ялов — Коля
- Олександр Кулямін — Ігор
- Василь Кортуков — Буханов
- Ірина Лазарева — Зінка-продавчиня
- Ольга Лебедєва — медсестра
- Жорж Новицький — воєнком
- Федір Одиноков — швейцар ресторану

## Знімальна група
- Режисер — Станіслав Говорухін
- Сценаристи — Станіслав Говорухін, В'ячеслав Кондратьєв
- Оператор — Геннадій Енгстрем
- Композитор — Микола Корндорф
- Художники — Давид Виницький, Сергій Воронков, Василь Щербак